# 風櫃流水亨通三官廟
風櫃流水亨通三官廟，俗稱風櫃尾三官廟，正式名稱流水亨通三官廟，前身為流水亨通溫王殿，台灣澎湖縣馬公市廟宇，位居風櫃里風櫃西漁港臨海堤處，主祀三官大帝，風櫃尾西甲居民角頭廟，亦隸屬嵵裡澳角頭廟之一。

## 沿革
「風櫃」位於馬公市圓頂半島最尾端，古稱「風櫃尾」，隔海與媽宮內灣的案山里相望，西北端有一無人嶼「四角嶼」，風櫃尾可扼守媽宮港，自古戰略位置備受重視，與四角嶼在清領時期皆有搭設過砲台。:363–365
相傳南明暨東寧王國時期，漸有移民遷入風櫃尾，由於渡海之時，台灣海峽浪急險阻，為祈求航海安全，乃有先民奉請溫府王爺的香火袋隨行，抵達風櫃尾後便搭建草寮奉祀溫府王爺，初建於「北崎」的山麓處，並另塑神像供奉；清領時期雍正年間，溫王爺曾借乩童乩身顯靈，尋回衙門遺失的庫銀，風櫃溫府王爺遂聲名大噪，後重建新廟時，廟址遷建至風櫃尾聚落南端，即為現址，並定名「流水亨通溫王殿」，主祀溫府王爺，同時副祀真武大帝、三官大帝、文衡聖帝等神祇。
流水亨通溫王殿在清領時期的乾隆、同治年間和日治時期的明治39年（1906年）皆留有重修紀錄。大正八年（1919年），澎湖地區流行霍亂，日本人將溫王殿收編，充作臨時醫館，染病者皆集中到溫王殿廟埕，進行隔離治療，後於大正14年（1925年）再度翻修。
二戰戰後之初，國軍的海防部隊占用流水亨通溫王殿的左廂房（龍門、南邊），挪作為風櫃西漁港的漁船進出檢查站。民國39年（1950年），為溫王殿在戰後施行的第一次重修工程。民國54年（1965年），風櫃尾居民在聚落南緣另起「靈德溫王殿」，遂將流水亨通溫王殿中大部分神祇移奉至新廟，亦包括原本的主神溫府王爺；由於原廟尚留下三尊三官大帝金身鎮殿，流水亨通溫王殿自此改名為「流水亨通三官廟」，主祀神明也更易為三官大帝。
民國58年（1969年），風櫃流水亨通三官殿拆除重建，於民國59年（1970年）十月竣工；民國79年（1990年），屋頂重修及增建四垂亭。民國100年（2011年），風櫃流水亨通三官廟剷平重建，總計耗費新台幣二千萬餘元另起占地98坪的新廟，於民國105年（2014年）11月8日入火安座，即為現貌。

## 圖輯

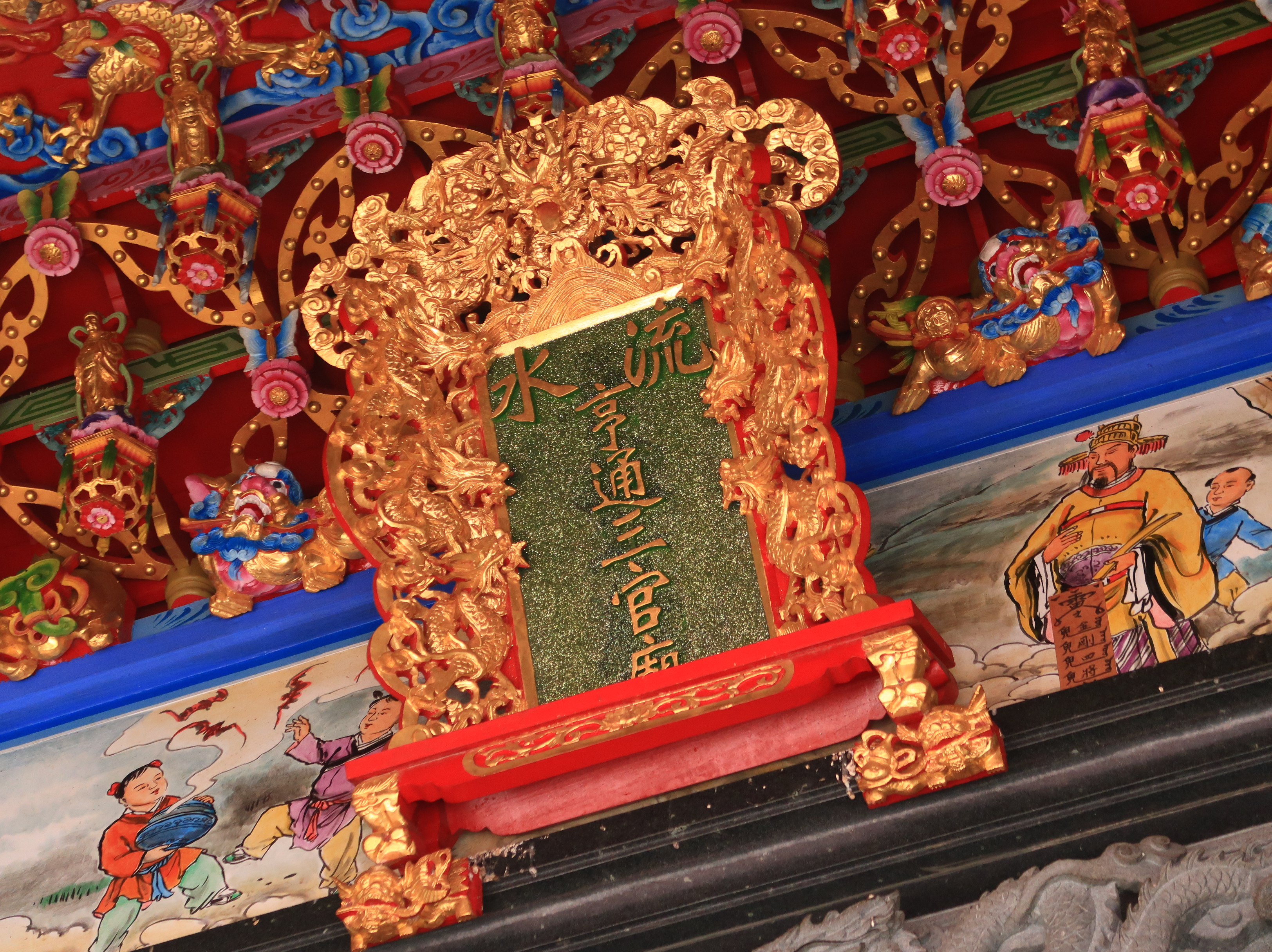
聖旨牌
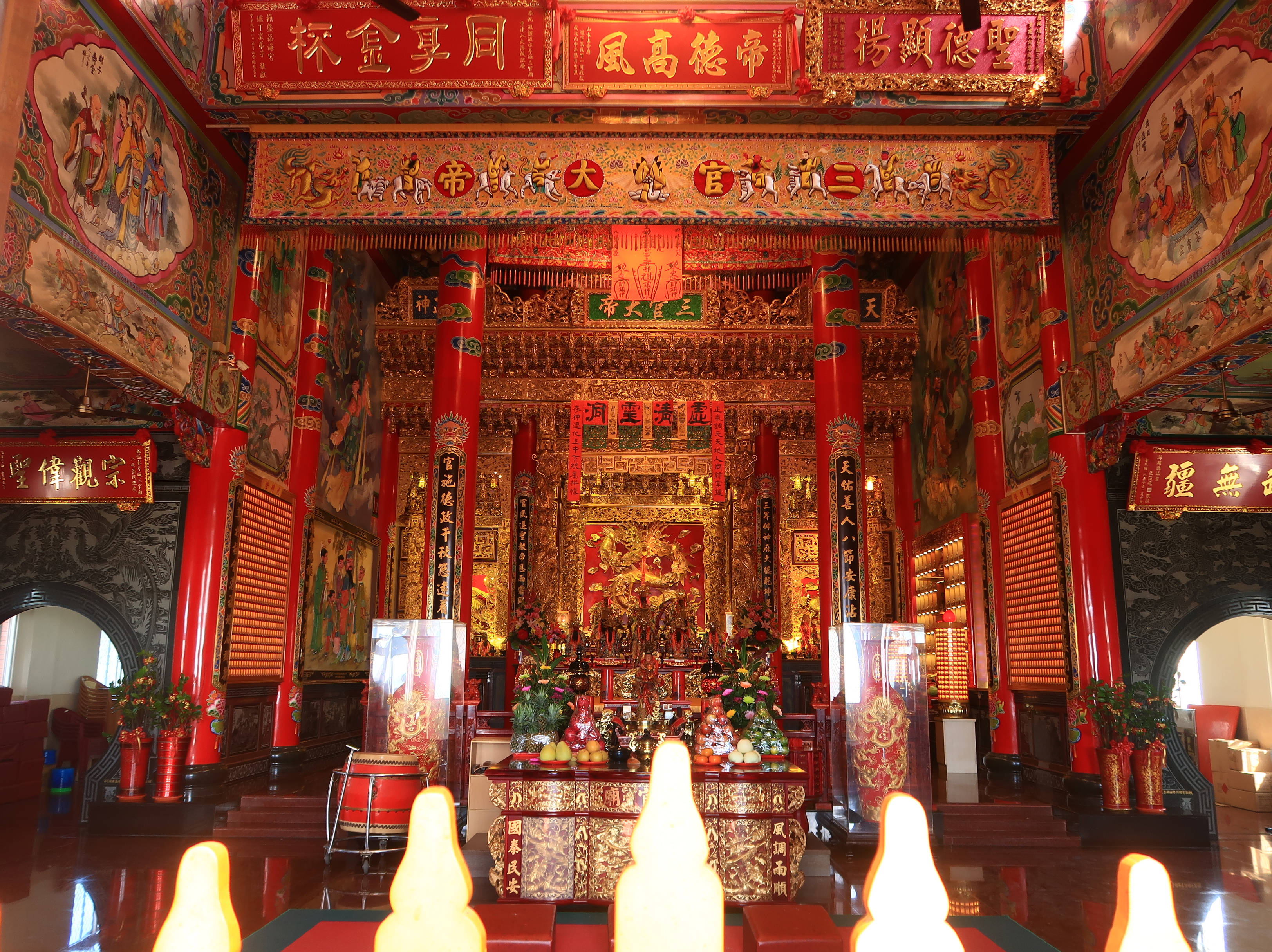
神明廳大殿
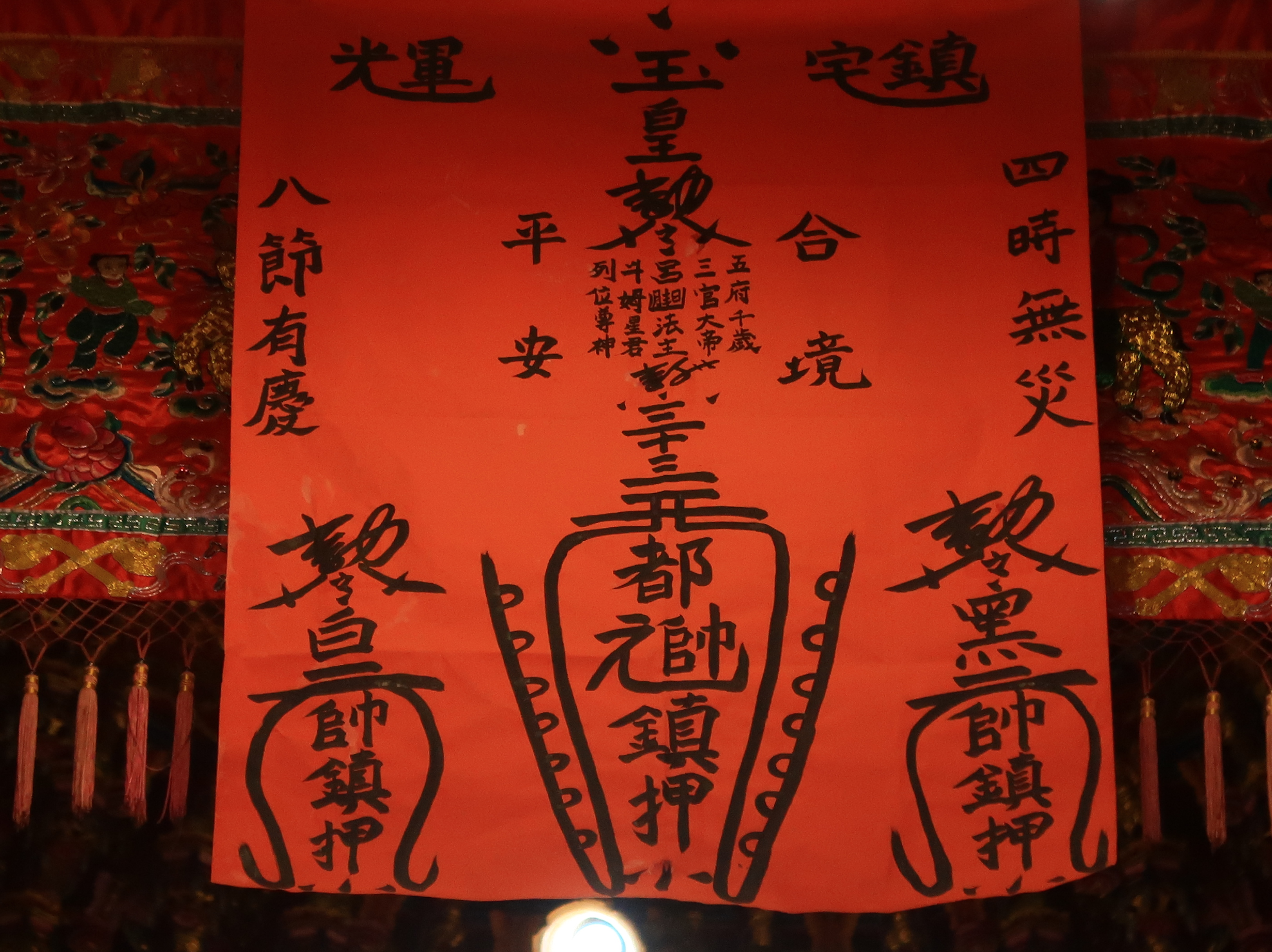
大符雷令
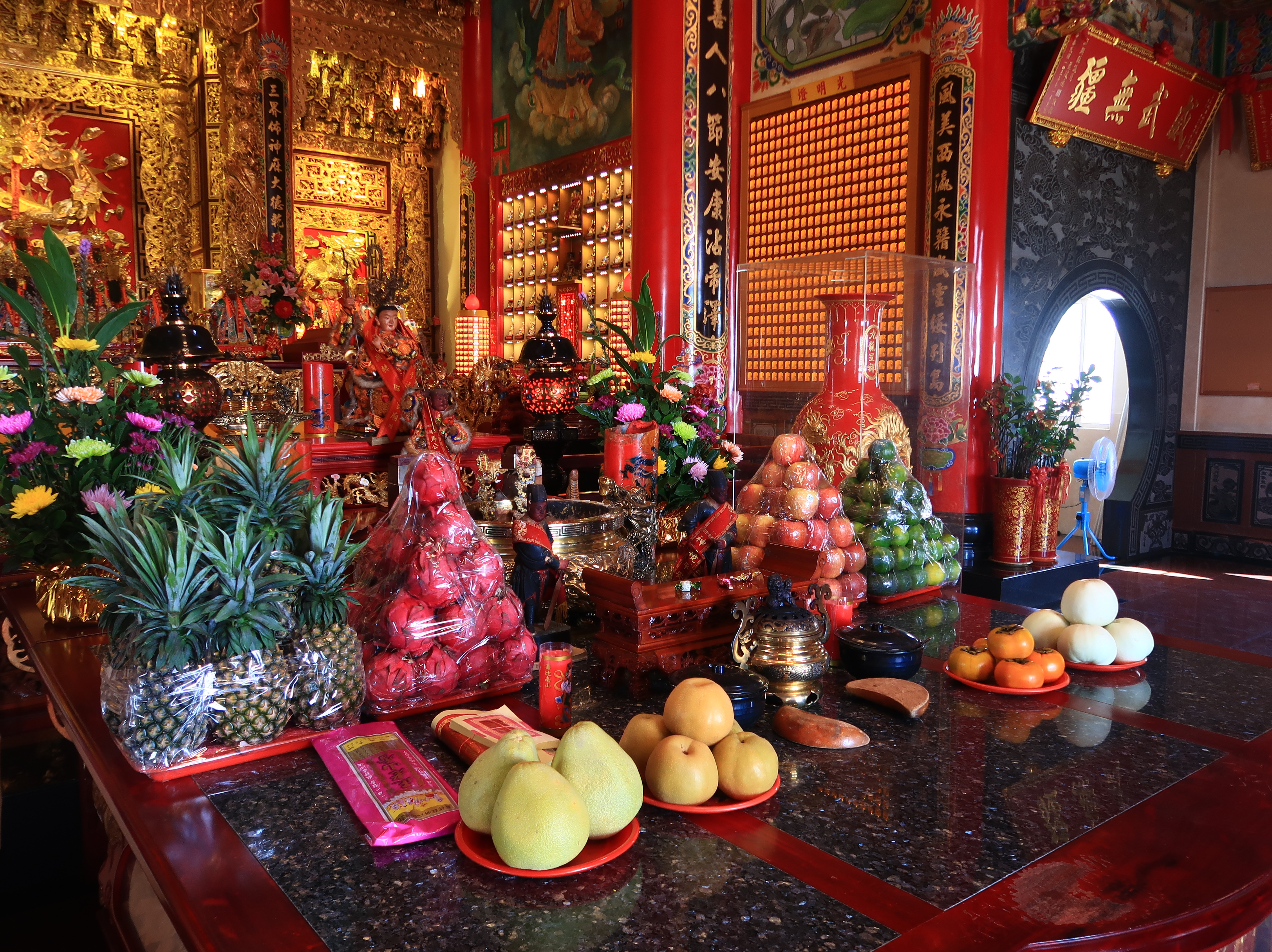
供品
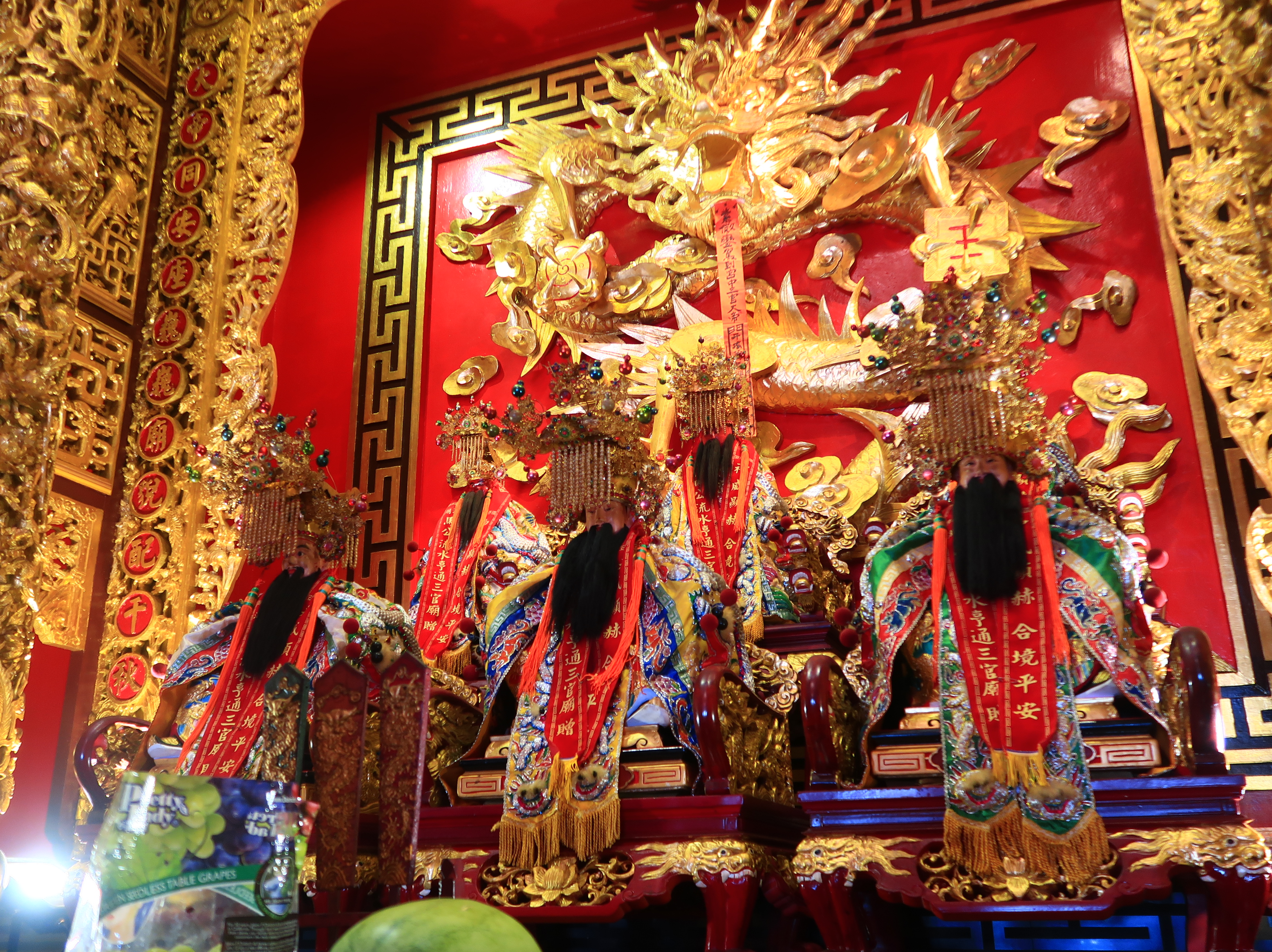
三官大帝神像
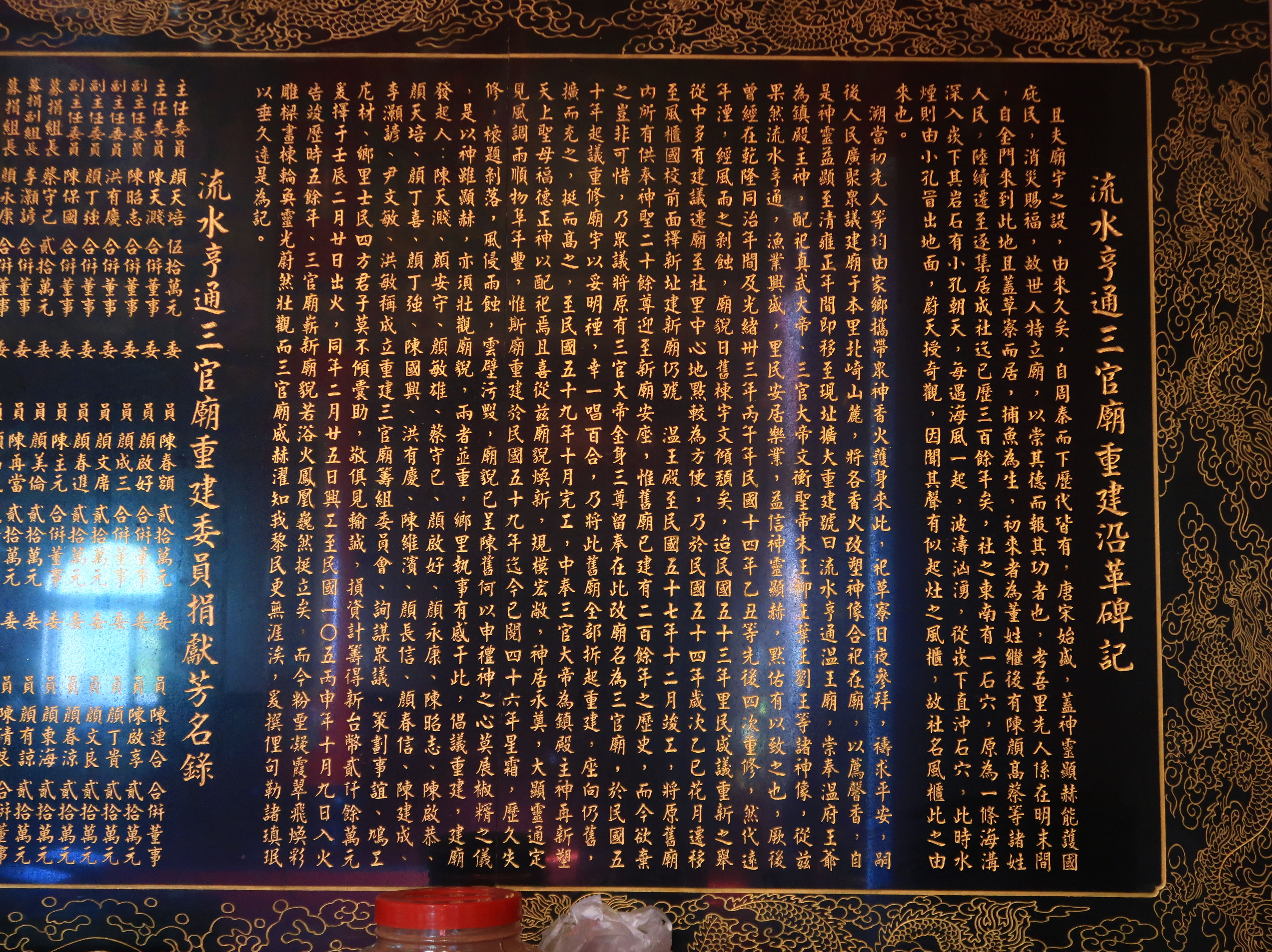
重建沿革碑記